# Prague Pride 2023

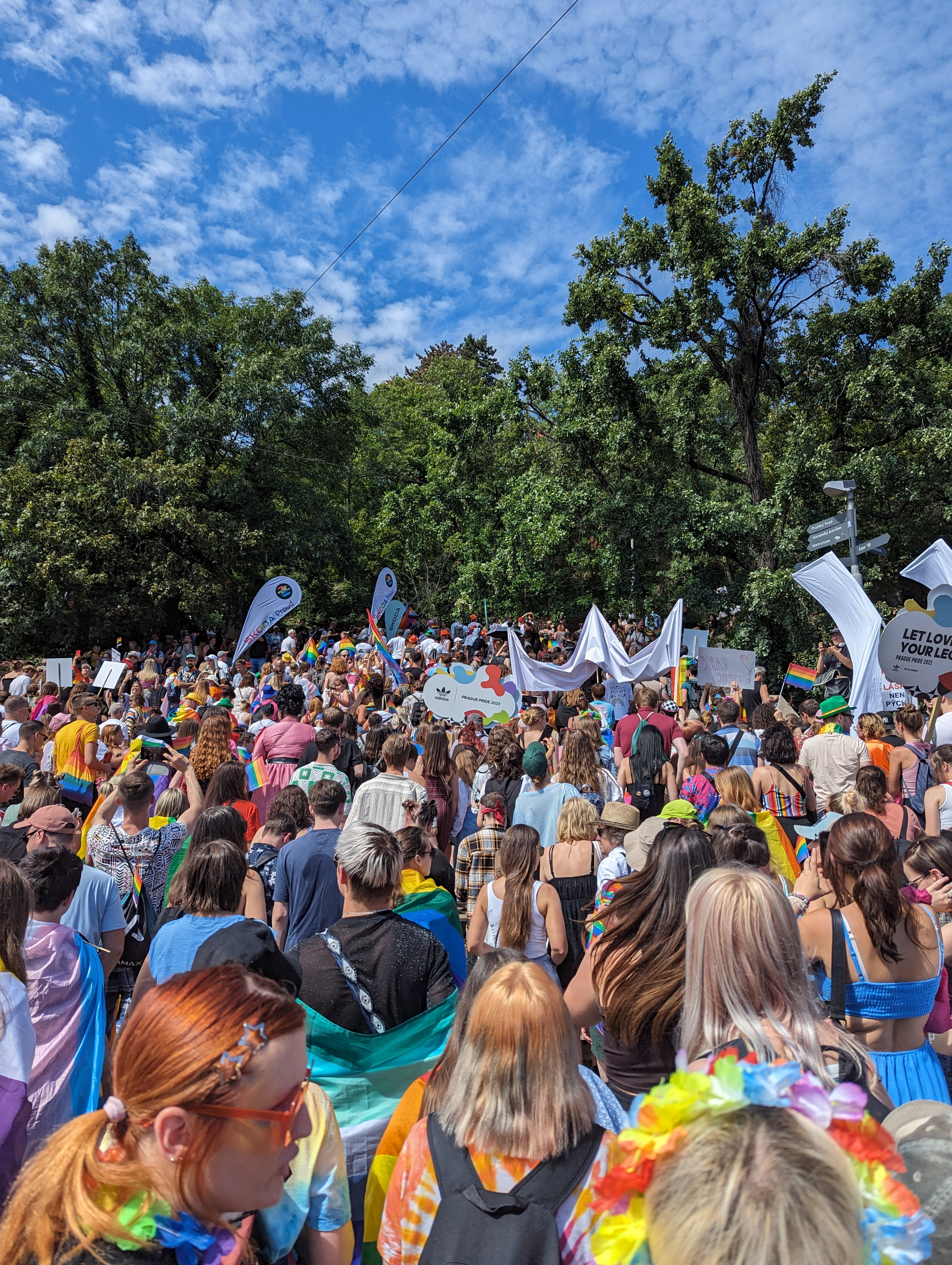
Závěr průvodu pride parade směřující v sobotu 12. srpna od Čechova mostu vzhůru na Letenskou pláň

Prague Pride 2023 byl třináctý ročník festivalu LGBTQ hrdosti Prague Pride, pořádaného v Praze od roku 2011. Konal se v týdnu od 7. do 13. srpna 2023 na různých místech po celé Praze a vyvrcholením festivalu se stal sobotní duhový průvod napříč centrem města z Václavského náměstí na Letnou. Mottem festivalu bylo vyhlášeno „Jsme tradičnější, než si myslíte“.
V průvodu měla zastoupení řada společností, z politických stran např. Česká pirátská strana, Starostové a nezávislí, Sociální demokracie a Strana zelených. Americká zpěvačka LP využila průvod k natočení videoklipu k písni „Dayglow“ ze svého alba Love Lines.